# Colonia Centro Ceremonial Otomí
Colonia Centro Ceremonial Otomí är en ort i kommunen Temoaya i delstaten Mexiko i Mexiko. Samhället hade 559 invånare vid folkräkningen 2020.